# Frontnederbörd

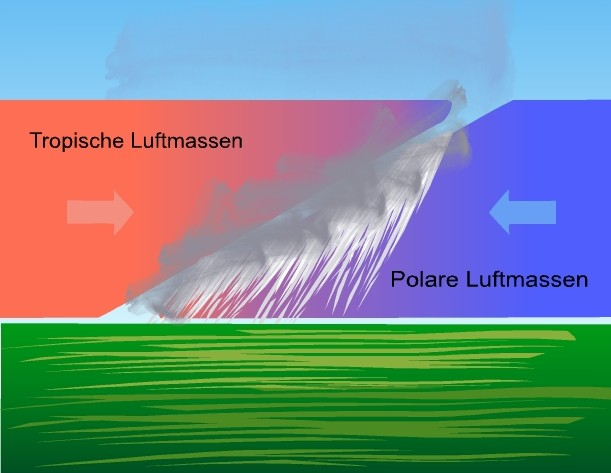
Illustration av frontnederbörd. Kall luft pressas under den varma som fortsätter uppåt och kyls av, med nederbörd som följd.

Frontnederbörd kallas nederbörd som uppstår i mötet mellan en varmare och kallare luftmassa i samband med en väderfront.
Då dessa möts pressas den kalla luften in under den varma, som tvingas uppåt och kyls ned. När luften kyls ner kondenserar vattenångan och övergår till vätska i form av små vattendroppar, som ses som moln. Molndropparna växer till sig i storlek och blir till slut så tunga att uppvindarna i molnet inte längre orkar hålla dem svävande och dropparna faller som regn. Principen liknar den när regn bildas vid orografisk nederbörd, med den skillnaden att den kalla fronten verkar som hinder istället för berg. Frontnederbörd är den nederbördstyp som är vanligast i Sverige.[källa behövs]